# وعي تحت التخدير العام

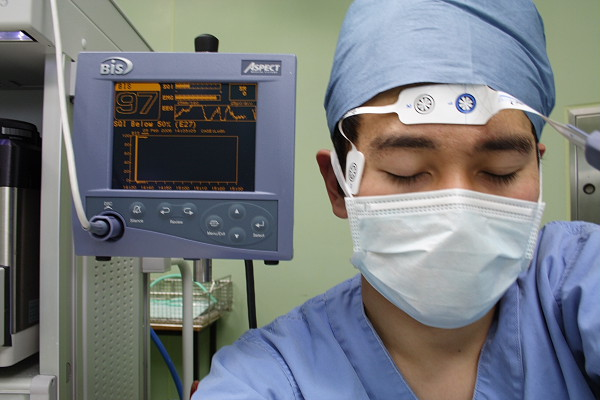

الوعي تحت التخدير العام (بالإنجليزية: awareness during general anesthesia) هو أحد المضاعفات التي يمكن أن تحدث للمريض الواقع تحت تأثير التخدير العام، ويحدث نتيجة لعدم الحفاظ على المستوى المرجو من فقد الوعي طوال فترة إجراء الجراحة. يمكن أن تحدث الحالة نتيجة عدم القدرة على إيصال الأدوية المخدرة لجسد المريض، أو لوجود تغير في طبيعة المريض ينتج عنها خلل في مستويات التخدير التي يجب الخضوع لها للحفاظ على الدرجة اللازمة لفقد الوعي.

## معدل الحدوث
تقدر بعض المصادر معدل الحدوث بنسبة تصل إلى 0.2% في الحالات المعرضة للتخدير العام، في دراسة أجريت لأكثر من 211000 مريض قدرت نسبة حدوث الوعي بنحو 0.0068% فقط، في حين قدرت دراسة أخرى النسبة بنحو 0.13%. تزداد النسبة في جراحات القلب وجراحات التوليد، كما تزداد النسبة في المرضى الذين يعانون من صدمة نقص حجم الدم.

## الأنواع
يوجد نوعان رئيسيان من أنواع الوعي من الممكن حدوثهما:
- وعي دون استدعاء: حيث يكون المريض واعياً بما يحدث أثناء إجراء الجراحة دون القدرة على تذكر ما حدث بعد ذلك أو استدعائه. قد يعاني المريض من صدمة نفسية بعد إجراء الجراحة أو أعراض مثل: الأرق، الإكتئاب، التوتر المستمر بالإضافة إلى الكوابيس واحساس ملازم بالخوف من الموت. ومن الممكن أن تستمر الأعراض لشهور أو سنوات قد يحتاج المريض خلالها إلى علاج نفسي.
- وعي مع استدعاء: حيث يكون المريض واعياً بما يحدث أثناء إجراء الجراحة مع قدرته على تذكر ما حدث خلالها بعد انتهائها. أثناء إجراء الجراحة ينعكس التوتر الخاضع له المريض على مستوى ضغط الدم ومعدل ضربات القلب بالارتفاع لكل منهما دون سبب واضح لطبيب التخدير. يمكن في هذا النوع أن يتذكر ويصف المريض بعد إجراء الجراحة احساسه بالألم وعدم قدرته على الحركة بالإضافة إلى سماعه أو رؤيته ما حدث خلال إجراء الجراحة. قد يصاحب هذا النوع بأعراض عصبية كتلك المصاحبة للنوع الآخر.[4][5]

## الأسباب وعوامل الخطورة
تعد الأسباب الآتية أهم أسباب حدوث الوعي المصاحب للتخدير العام:
- الخضوع لمستوى تخدير مخفف: ويحدث ذلك بتعريض المريض لجرعات أقل من الأدوية المخدرة سواء تلك الوريدية أو الاستنشاقية لضرورة ذلك في بعض الجراحات للحفاظ على المريض من تأثير الأدوية المثبط للقلب وحمايته من انخفاض ضغط الدم، مثل جراحات الكسور العاجلة والتي يعاني المريض فيها من فقدان كمية كبيرة من الدماء قبل إجراء الجراحة.[6]
- أعطال الأجهزة: يمكن أن تتسبب بعض الأعطال في آلة التخدير في إيصال جرعات أقل من المخدر إلى المريض، كما يمكن أن يتسبب وجود تسريب في الوصلات التنفسية في خفض تركيز الأدوية الاستنشاقية بشكل غير مقصود.[1]
- استخدام مرخيات العضلات: ترتفع النسبة كذلك في الجراحات التي يتم استخدام مرخيات العضلات مثل سكسنيل كولين بها حيث لايستطيع المريض الحركة أو التعبير عن شعوره ووعيه.[1]
- طبيعة المريض: في حالات نادرة للغاية يمكن أن تتسبب بعض العوامل الوراثية لدى المرضى في سرعة تخلص الجسم من الأدوية المخدرة، كما يحتاج بعض المرضى إلى زيادة الجرعات الخاصة بالادوية المخدرة مثل المدخنين أو هؤلاء الذين يتعاطون الكحوليات لفترة طويلة. في حين تشير دراسة إلى زيادة نسبة حدوث الوعي في المرضى ذوي صفات جينية محددة مثل الشعر الأحمر.[7]

## الوقاية
يمكن خفض احتمال حدوث الوعي بتجنب استخدام مرخيات العضلات بقدر الإمكان، فحص الأدوية المستخدمة للتخدير، الصيانة المستمرة للآلات والأدوات، يمكن استخدام طرق مختلفة في الحقن فيما يسمى بتقنية الساعد المعزول (بالإنجليزية: isolated forearm technique)عن طريق وضع مضغطة أعلى الذراع قبل حقن مرخيات العضلات بما يسمح بحركة الساعد في حالة وعي المريض.